# Олым
Олы́м (Алым, Лымь, Оломь, Олы́мь) — река в Курской (частично протекает по границе Воронежской области) и Липецкой области (частично проходит по границе с Орловской областью), правый приток реки Быстрая Сосна (бассейн реки Дон).
Исток на Среднерусской возвышенности севернее посёлка Горшечное (Курская область).
Питание преимущественно снеговое. Половодье в апреле. Средний расход в 63 км от устья 6,5 м³/с, наибольший — 674 м³/с, наименьший — 0,63 м³/с. Замерзает в ноябре, вскрывается в марте — апреле. Река не судоходна. В первой половине 60-х годов на реке, в районе села Борки, функционировала гидроэлектростанция. Длина реки — 151 км, площадь водосборного бассейна — 3090 км². Высота устья — 118 м над уровнем моря. Высота истока — 254 м над уровнем моря. Уклон реки — 0,9 м/км.
К левому берегу на протяжении всего течения примыкают высоты до 260 метров.
Этимология слова Олым вероятно восходит к тюркскому jalym kaja — «крутая скала» или олум — «брод через реку».

## Притоки (км от устья)
- 12 км: Ольшанец (пр)
- 39 км: Сухой (лв)
- 42 км: Курганка (пр)
- 43 км: Юрский (лв)
- 57 км: Дубовец (лв)
- 58 км: Дубавчик (лв)
- 60 км: Холопчик (пр)
- 68 км: Олымчик (пр)
- 74 км: Липовец (лв)
- 84 км: Чесночный (лв)
- Скакун (пр)
- 98 км: Ольховатский (лв)
- Колябинский (лв)
- 105 км: Вшивка (лв)
- 116 км: Кастора (пр)
- 126 км: Бычок (лв)

## Данные водного реестра
По данным государственного водного реестра России относится к Донскому бассейновому округу, водохозяйственный участок реки — река Сосна, речной подбассейн реки — бассейны притоков Дона до впадения Хопра. Речной бассейн реки — Дон (российская часть бассейна).
Код объекта в государственном водном реестре — 05010100212107000001586.